# Baetkia
Baetkia is een geslacht van halfvleugeligen uit de familie schuimcicaden (Cercopidae). De wetenschappelijke naam van dit geslacht is voor het eerst geldig gepubliceerd in 1920 door Schmidt.

## Soorten
Het geslacht Baetkia omvat de volgende soorten:
- Baetkia compressa (Le Peletier de Saint-Fargeau & Serville, 1825)
- Baetkia distanti (Lallemand, 1912)
- Baetkia maroniensis Lallemand, 1938
- Baetkia stolli (Lallemand, 1912)